# Marcus S. Kleiner

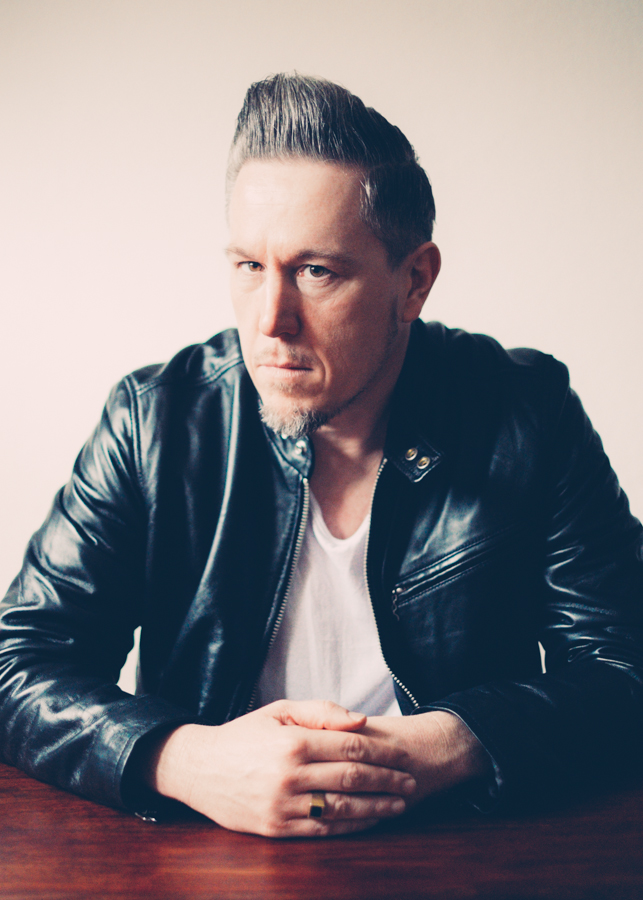
Marcus S. Kleiner (2015)

Marcus S. Kleiner (* 1973 in Willich) ist ein deutscher Autor, Publizist, Medien- und Kulturwissenschaftler.

## Leben
Kleiner studierte Philosophie, Soziologie und Literaturwissenschaften. 2006 wurde er im Fach Soziologie mit der Arbeit Medien-Heterotopien. Diskursräume einer gesellschaftskritischen Medientheorie bei Hermann Strasser promoviert. Seit 1999 lehrte er an Universitäten in Duisburg, Düsseldorf, Bonn, Magdeburg, Paderborn, Siegen, Klagenfurt und Wien, an der FH Dortmund, der Hochschule für Musik und Theater München, der Hochschule Macromedia in Stuttgart und an der Popakademie Baden-Württemberg in Mannheim.
Kleiner war von 2011 bis 2015 Sprecher der „AG Populärkultur und Medien“ in der Gesellschaft für Medienwissenschaft (GfM). Er ist Mitherausgeber und Redakteur der Onlinezeitschrift „Rock and Pop in the Movies“ sowie Kolumnist für Popmusik in der Zeitschrift „Pop. Kultur und Kritik“. Kleiner ist Herausgeber der neuen Reihe Serienkulturen zur Analyse von internationalen Fernsehserien seit den 1950er Jahren im VS Verlag für Sozialwissenschaften und Mitherausgeber der neuen Reihe Popkulturen (zusammen mit Ramón Reichert) im transcript Verlag.
Freiberuflich arbeitet er als Medienberater, Projekt- und Eventmanager, Veranstalter, Moderator, Texter und Hörspielautor sowie als Medienexperte in Print, Radio und Fernsehen. Seit September 2015 hat Kleiner die Radio-Rubrik „SWR1 Musik-Professor“ und seit Januar 2016 die Radio-Rubrik „SWR3 Ansichtssache“.
Seit 2016 ist Kleiner Professor für Medien- und Kommunikationswissenschaft an der Hochschule der populären Künste in Berlin und dort Leiter des M.A.-Studiengangs „Erlebniskommunikation“.

## Publikationen (Auswahl)

### Als Autor
- Im Bann von Endlichkeit und Einsamkeit? Der Tod in der Existenzphilosophie und der Moderne (= Kleine Arbeiten zur Philosophie. 52). Verlag Die Blaue Eule, Essen 2000, ISBN 3-89206-097-5.
- mit Marvin Chlada: Klangmaschine. (Pop-Analysen I). 2., überarbeitete und erweiterte Auflage. Alibri u. a., Aschaffenburg u. a. 2001, ISBN 3-932710-37-1.
- mit Marvin Chlada: Radio Derrida. Pop-Analysen II. Alibri, Aschaffenburg 2002, ISBN 3-932710-44-4.
- Medien-Heterotopien. Diskursräume einer gesellschaftskritischen Medientheorie (= Cultural Studies. 22). transcript, Bielefeld 2006, ISBN 3-89942-578-2 (Zugleich: Duisburg, Universität, Dissertation, 2006).
- mit Thomas Hecken und André Mencke: Popliteratur. Eine Einführung. transcript, Bielefeld 2015, ISBN 978-3-476-02535-7.
- Streamland. Wie Netflix, Amazon Prime & Co. unsere Demokratie bedrohen. Droemer, München 2020, ISBN 978-3-426-27831-4 (Mit Anmerkungen und Literaturverzeichnis).
- Deutschland 151: Porträt eines bekannten Landes in 151 Momentaufnahmen. Conbook, Neuss 2021, ISBN 978-3-958-89403-7.

### Als Herausgeber
- als Mitherausgeber: quadratur. Kulturbuch. Band 1–5. 1999–2004, ISSN 1437-5591.

- Michel Foucault. Eine Einführung in sein Denken. Campus, Frankfurt am Main u. a. 2001, ISBN 3-593-36847-1.
- mit Achim Szepanski: Soundcultures. Über elektronische und digitale Musik. Suhrkamp, Frankfurt am Main 2003, ISBN 3-518-12303-3.
- mit Hermann Strasser: Globalisierungswelten. Kultur und Gesellschaft in einer entfesselten Welt. Halem, Köln 2003, ISBN 3-931606-65-1.
- mit Dirk Matejovski und Enno Stahl: Pop in R(h)einkultur. Oberflächenästhetik und Alltagskultur in der Region. Klartext, Essen 2008, ISBN 978-3-8375-0005-9.
- Grundlagentexte zur sozialwissenschaftlichen Medienkritik. VS – Verlag für Sozialwissenschaften, Wiesbaden 2010, ISBN 978-3-531-14371-2.
- mit Michael Rappe: Methoden der Populärkulturforschung. Interdisziplinäre Perspektiven auf Film, Fernsehen, Musik, Internet und Computerspiele (= Populäre Kultur und Medien. 3). Lit, Berlin u. a. 2012, ISBN 978-3-643-11159-3.
- mit Holger Schulze: Sabotage! Pop als die dysfunktionale Internationale. transcript, Bielefeld 2013, ISBN 978-3-8376-2210-2.
- mit Thomas Wilke: Performativität und Medialität Populärer Kulturen. Theorien, Ästhetiken, Praktiken. Springer VS, Wiesbaden 2013, ISBN 978-3-531-18357-2.
- mit Thomas Wilke: Pop & Mystery. Spekulative Erkenntnisprozesse in Populärkulturen (= Popkulturen. 1). transcript, Bielefeld 2015, ISBN 978-3-8376-2638-4.
- mit Thomas Wilke: Populäre Wissenschaftskulissen. Über Wissenschaftsformate in populären Medienkulturen (= Popkulturen. 2). transcript, Bielefeld 2018, ISBN 978-3-8376-3219-4.

## Audio- & Filmpublikationen
- Diskurs – Ende – Leben. Ein Textmedley. (Hörspiel, zus. mit Marvin Chlada, Stephan Maus, Regie: Leonhard Koppelmann) WDR 3 (Reihe: Pop Drei), 2002.
- Aber hier Leben, Nein Danke! Psychogeographien der Endlichkeit und Einsamkeit in Wong Kar-Wais Film Chunking Express. Ein filmischer Essay. (DVD) Dortmund, 2007.
- Das Andere im Globalen Dorf. Ein Manifest für Aliens. (Dokumentarfilm) Duisburg, 2002.